# Prix Calmann-Lévy
Le prix Calmann-Lévy, de la fondation du même nom, est un ancien prix triennal de littérature, créé en 1892 par l'Académie française et « destiné à récompenser une œuvre littéraire récemment publiée ou l’ensemble des œuvres littéraires d'un homme de lettres ».
« Calmann-Lévy est une maison d'édition française fondée en 1836 par Michel Lévy puis dirigée par son frère Calmann, à la mort de Michel en 1875, jusqu'en 1891. Après la disparition de Calmann Lévy en 1891, la libraire est reprise par sa veuve Pauline en 1892 : afin d'honorer à perpétuité la mémoire de son mari, elle proposa, le 4 janvier 1892 à l'Académie française, qui accepta, de lui servir une rente pour décerner le "Prix Calmann Lévy" ».

## Liste des lauréats
- 1892 : Ernest Daudet pour l'ensemble de ses travaux historiques et littéraires
- 1895 : Émile Bergerat pour l'ensemble de son œuvre
- 1898 : François de Curel pour l'ensemble de son œuvre
- 1901 : Paul Perret pour l'ensemble de son œuvre
- 1904 : Catulle Mendès pour le rapport sur le mouvement poétique de 1867 à 1900
- 1907 : Théodore de Wyzewa
- 1910 : André Beaunier pour l'édition des Carnets de Joubert
- 1913 : Paul Gaultier pour l'ensemble de son œuvre
- 1916 : Henri de Malleray (1859-1916) pour À travers l’Allemagne
- 1919 : Paul Darmentières (Paul Hazard)
- 1922 : Jacques des Gachons
- 1925 : Ferdinand Bac pour Jardins enchantés. Un Romancero. Avec 36 jardins en couleurs de l'auteur
- 1928 : André Maurel
- 1931 : Raoul Narsy (1860-1941)
- 1934 : Victor Goedorp (1874-1963)
- 1937 : Robert Bourget-Pailleron
- 1940 : Pierre de Lacretelle (1886-1969) pour Madame de Staël et les hommes
- 1943 : Gaston Picard pour Le plus bel amour de Stendhal
- 1949 : René Dollot pour l'ensemble de ses ouvrages sur Stendhal
- 1958 : 
  - Alfred Gernoux pour Nantes, de jadis à nos jours
  - Aimé Dupuy (1888-1976) pour L’Algérie et La Tunisie (dans les lettres d'expression française)
- 1975 : Didier Martin pour Le Prince dénaturé
- 1976 : Jean Markale pour La tradition celtique en Bretagne armoricaine
- 1979 : Patrick Drevet pour Pour Geneviève
- 1984 : Jean-Paul Martin-Fugier (19..-1994) pour Le visage de ma mère
- 1987 : 
  - Manuel Burrus pour Paul Morand. Voyageur du XXe siècle
  - Henri Malcor pour Louis Armand, quarante ans au service des hommes